# ناوچه کلاس ریور
ناوچه کلاس ریور (به انگلیسی: River-class frigate) یک کلاس از کشتی است که طول آن ۲۸۳ فوت (۸۶٫۳ متر) می‌باشد.